# Deserto di Tule (Arizona)
Il deserto di Tule (Arizona), da non confondere con l'omonimo deserto di Tule (Nevada), è un piccolo deserto situato nella parte sudoccidentale dell'Arizona, vicino al confine tra gli Stati Uniti e il Messico. Viene considerato come facente parte della regione della Lower Colorado Valley nel deserto di Sonora.
Si sviluppa in direzione nord-sud a est della catena montuosa delle Cabeza Prieta Mountains ed è quasi interamente situato nella base aerea Barry M. Goldwater Air Force Range. Il deserto è inoltre posizionato sul margine settentrionale del Gran Desierto de Altar, vicino a Sonora, in Messico.